# Цюрупа Михайло Володимирович
Миха́йло Володи́мирович Цюру́па — доктор філософських наук (1996), професор (1997).

## З життєпису
1984 року закінчив Воєнно-політичну академію ім. В. І. Леніна — спеціальність «військово-педагогічні суспільні науки».
Професор кафедри Національного університету оборони України імені Івана Черняховського.
З 2007 року викладає в Державному університеті інфраструктури та технологій.
Викладає навчальні дисципліни «філософія», «філософія права», «філософія і політологія» та «логіка».
Є автором понад 150 наукових публікацій, серед них — навчальні підручники
- «Основи сучасної політології»
- «Міжнародне гуманітарне право»
- «Основи конфліктології та теорії переговорів»
- «Основи загальної та воєнної політології».

## Нагороди та вшанування
- Указом Президента України № 878/2019 від 4 грудня 2019 року за «особисті заслуги у зміцненні обороноздатності Української держави, мужність і самовіддані дії, виявлені у захисті державного суверенітету та територіальної цілісності України, зразкове виконання військового обов'язку» нагороджений медаллю «За працю і звитягу»[1].